# Зимми
Зимми́ или зи́ммии (араб. ذمي‎, собирательно أهل الذمة‎ ахль аз-зи́мма — букв. «люди договора») — собирательное название немусульманского населения (в основном тех, кто исповедовал христианство, иудаизм, зороастризм и проч.) на территории государств, созданных или завоёванных мусульманами, где правовая система основывалась на законах шариата (кроме законов о личном статусе (брак, развод)).

## Статус
В Хайбаре Мухаммед впервые ввёл систему «зимми». Зимми — это тот, кто согласен жить по шариату [исламским законам] и отказаться от любой политической власти. Статус зимми был оформлен в деталях в рамках договора с христианами 637 года н.э. при халифе Умаре. В пакте Умара были закреплены особые ограничения для зимми.
Зимми  не  имели права владеть оружием, занимать государственные посты, служить в армии, свидетельствовать на суде, ездить на лошади, вступать в брак с лицом мусульманского вероисповедания. Могли применяться самые разные формы дискриминации, подчёркивающие  «второсортное»  положение христиан и иудеев. Например, запреты жить в домах более одного этажа, владеть землёй и собственностью вне гетто, покидать район проживания ночью, обязанность носить одежду определённого вида, и т. п.
Часть этих ограничений (например джизья или запрет жениться на мусульманках) существовали повсеместно и постоянно со времён раннего ислама во всех странах, законы которых были основаны на шариате. Другие (в частности, запрет на владение оружием или иметь дома выше одного этажа, обязанность носить одежду определённого вида) вводились и отменялись разными исламскими правителями в разное время и в разных странах.
Пользуясь защитой жизни и имущества, зимми обязаны были признать безраздельное господство ислама во всех сферах жизни общества, уплачивая дань (джизью), но освобождались при этом от уплаты закята, предназначенного для мусульман. Однако закят составляет 2,5% налога, в то время как джизья (которая может варьироваться) составляет около 10% подоходного налога (хотя известны случаи, когда она достигала 50%). Мусульмане обязаны платить закят даже сегодня, поскольку это один из пяти столпов ислама. Но вместо того, чтобы платить его государству, они теперь платят закят благотворительным организациям по своему выбору. Однако следует отметить, что большинство исламских учёных придерживаются мнения, что немусульмане не должны получать выгоду от этого налога. Например, после наводнений в Пакистане в 2010 году многим выжившим христианам было отказано в помощи, предоставленной мусульманскими благотворительными организациями. Аналогично, собранные от джизьи деньги тратятся на поддержание исламской администрации.

Таким образом, джизья является залогом обогащения исламских правящих структур. По этой причине далеко не всегда в исламских странах приветствовалось обращение христиан и евреев в ислам, так как это влекло за собой значительное сокращение доходности исламского управляющего органа. При этом они сохраняли статус униженного и бесправного класса людей.
Сборник аль-Бухари, хадис 3162: Джувайрия сказала Умару: «О халиф, дай нам свой совет». Умар сказал: «Поддерживайте договор с зимми, заключённый Мухаммедом, так как это - средство существования ваших детей». [т.е.налоги от зимми]
Случаи сбора джизьи участились в исламских странах и в наше время.

## Оговорки
Термин зимми (исключительно немусульманские резиденты преимущественно исламских государств) следует отличать от понятия райя — низших классов общества (которые, хотя и состояли в основном из немусульман, включали в себя и низшие сословия мусульман).

## Формирование класса
В отличие от Арабского халифата, обширные территории которого (Аравия, Северная Африка) были изначально заселены семито-хамитскими народами, родственными арабам, а потому в основной своей массе принявшими ислам в первые же столетия арабской власти (за исключением небольшой группы), Османская империя имела гораздо более пёстрый религиозно-этнический состав населения.
Ещё во времена поздней Римской империи, а затем под управлением Византии большая часть населения Северной Африки (Магриб), Ближнего Востока и Анатолии приняла христианство в тех или иных формах. Диаспоры иудеев также были разбросаны по побережью Средиземного моря. Зороастризм продолжал сохраняться в Персии. Консолидация арабских племён в Аравии, возникновение и распространение ислама, становление мощного Арабского халифата в VII веке и его обширные завоевания привели к тому, что значительные группы христиан и иудеев оказались в пределах нового исламского государства.
Другие исламские государства, возникшие позднее, такие как Империя Великих Моголов и Османская империя, также являлись местом проживания значительного числа немусульман. Поначалу в категорию зимми включались лишь люди Писания, то есть христиане и иудеи, но затем к ним были причислены исповедующие зороастризм, буддизм, индуизм, сикхизм и мандеизм.
В наши дни в исламском мире, за редким исключением, сохраняется лишь небольшая доля тех немусульман, которые проживали там в Средние века. Дело в том, что со временем большинство зимми постепенно ориентализировались, переходили на турецкий и арабский языки, фарси и принимали ислам. Многие были уничтожены, как, например, армяне, проживавшие на территории Турции, во время геноцида.